# Cầu lông tại Thế vận hội Mùa hè 2020 - Đơn nam
Giải cầu lông đơn nam tại Thế vận hội Mùa hè 2020 đang diễn ra từ ngày 24 tháng 7 đến ngày 2 tháng 8 năm 2021 tại Musashino Forest Sports Plaza ở Tokyo. Tổng cộng có 42 vận động viên từ 37 quốc gia đang thi đấu.

## Lịch thi đấu
Giải đấu được tổ chức trong khoảng thời gian 10 ngày, với 9 ngày thi đấu và 1 ngày mở cửa.

| P | Vòng sơ loại | R | Vòng 16 đội | QF | Tứ kết | SF | Bán kết | M | Tranh huy chương vàng |

| Ngày     | 24 thg7 | 24 thg7 | 25 thg7 | 25 thg7 | 26 thg7 | 26 thg7 | 27 thg7 | 27 thg7 | 28 thg7 | 28 thg7 | 29 thg7 | 29 thg7 | 30 thg7 | 30 thg7 | 31 thg7 | 31 thg7 | 1 thg8 | 1 thg8 | 2 thg8 | 2 thg8 |
| Nội dung | S       | T       | S       | T       | S       | T       | S       | T       | S       | T       | S       | T       | S       | C       | S       | T       | C      | T      | C      | T      |
| -------- | ------- | ------- | ------- | ------- | ------- | ------- | ------- | ------- | ------- | ------- | ------- | ------- | ------- | ------- | ------- | ------- | ------ | ------ | ------ | ------ |
| Đơn nam  | P       | P       | P       | P       | P       | P       | P       | P       |         | P       |         | R       |         |         | QF      |         | SF     |        |        | M      |

## Hạt giống
Tổng cộng có 14 vận động viên được trao hạt giống.
| 1. Momota Kento (JPN) (Vòng bảng) 2. Chu Thiên Thành (TPE) 3. Anders Antonsen (DEN) 4. Viktor Axelsen (DEN) 5. Anthony Sinisuka Ginting (INA) 6. Thầm Long (CHN) 7. Jonatan Christie (INA) (Vòng 16 đội) | 1. Ng Ka Long (HKG) (Vòng bảng) 2. Lee Zii Jia (MAS) (Vòng 16 đội) 3. Wang Tzu-wei (TPE) (Vòng 16 đội) 4. Shi Yuqi (CHN) 5. Tsuneyama Kanta (JPN) (Vòng 16 đội) 6. B. Sai Praneeth (IND) (Vòng bảng) 7. Kantaphon Wangcharoen (THA) (Vòng bảng) |

## Vòng bảng
Vòng bảng được thi đấu từ ngày 24 đến ngày 28 tháng 7. Đội thắng của mỗi bảng được giành quyền vào vòng đấu loại trực tiếp.

### Bảng A
| VT | Đội                    | ST | T | B | VT | VB | HS | ĐT | ĐB | HS  | Đ | Giành quyền tham dự    |
| -- | ---------------------- | -- | - | - | -- | -- | -- | -- | -- | --- | - | ---------------------- |
| 1  | Heo Kwang-hee (KOR)    | 2  | 2 | 0 | 4  | 0  | +4 | 84 | 59 | +25 | 2 | Giành quyền vào tứ kết |
| 2  | Momota Kento (JPN) (H) | 2  | 1 | 1 | 2  | 2  | 0  | 76 | 63 | +13 | 1 |                        |
| 3  | Timothy Lam (USA)      | 2  | 0 | 2 | 0  | 4  | −4 | 46 | 84 | −38 | 0 |                        |

| Ngày       | Thời lượng | Vận động viên 1 | Tỷ số                                                    | Vận động viên 2 | Set 1 | Set 2 | Set 3 |
| ---------- | ---------- | --------------- | -------------------------------------------------------- | --------------- | ----- | ----- | ----- |
| 25 tháng 7 | 18:00      | Momota Kento    | 2–0 Lưu trữ ngày 25 tháng 7 năm 2021 tại Wayback Machine | Timothy Lam     | 21–12 | 21–9  |       |
| 26 tháng 7 | 18:40      | Heo Kwang-hee   | 2–0 Lưu trữ ngày 26 tháng 7 năm 2021 tại Wayback Machine | Timothy Lam     | 21–10 | 21–15 |       |
| 28 tháng 7 | 20:00      | Momota Kento    | 0–2 Lưu trữ ngày 28 tháng 7 năm 2021 tại Wayback Machine | Heo Kwang-hee   | 15–21 | 19–21 |       |

### Bảng C
| VT | Đội                | ST | T | B | VT | VB | HS | ĐT | ĐB | HS  | Đ | Giành quyền tham dự          |
| -- | ------------------ | -- | - | - | -- | -- | -- | -- | -- | --- | - | ---------------------------- |
| 1  | Kevin Cordón (GUA) | 2  | 2 | 0 | 4  | 0  | +4 | 85 | 59 | +26 | 2 | Giành quyền vào vòng sơ loại |
| 2  | Ng Ka Long (HKG)   | 2  | 1 | 1 | 2  | 0  | +2 | 75 | 62 | +13 | 1 |                              |
| 3  | Lino Muñoz (MEX)   | 2  | 0 | 2 | 0  | 4  | −4 | 45 | 84 | −39 | 0 |                              |

| Ngày       | Thời lượng | Vận động viên 1 | Tỷ số                                                    | Vận động viên 2 | Set 1 | Set 2 | Set 3 |
| ---------- | ---------- | --------------- | -------------------------------------------------------- | --------------- | ----- | ----- | ----- |
| 24 tháng 7 | 10:20      | Ng Ka Long      | 2–0 Lưu trữ ngày 29 tháng 7 năm 2021 tại Wayback Machine | Lino Muñoz      | 21–9  | 21–10 |       |
| 26 tháng 7 | 14:00      | Kevin Cordón    | 2–0 Lưu trữ ngày 26 tháng 7 năm 2021 tại Wayback Machine | Lino Muñoz      | 21–14 | 21–12 |       |
| 28 tháng 7 | 18:00      | Ng Ka Long      | 0–2 Lưu trữ ngày 27 tháng 7 năm 2021 tại Wayback Machine | Kevin Cordón    | 20–22 | 13–21 |       |

### Bảng D
| VT | Đội                   | ST | T | B | VT | VB | HS | ĐT  | ĐB | HS  | Đ | Giành quyền tham dự          |
| -- | --------------------- | -- | - | - | -- | -- | -- | --- | -- | --- | - | ---------------------------- |
| 1  | Mark Caljouw (NED)    | 2  | 2 | 0 | 4  | 1  | +3 | 101 | 68 | +33 | 2 | Giành quyền vào vòng sơ loại |
| 2  | Misha Zilberman (ISR) | 2  | 1 | 1 | 3  | 2  | +1 | 82  | 91 | −9  | 1 |                              |
| 3  | B. Sai Praneeth (IND) | 2  | 0 | 2 | 0  | 4  | −4 | 60  | 84 | −24 | 0 |                              |

| Ngày       | Thời lượng | Vận động viên 1 | Tỷ số                                                    | Vận động viên 2 | Set 1 | Set 2 | Set 3 |
| ---------- | ---------- | --------------- | -------------------------------------------------------- | --------------- | ----- | ----- | ----- |
| 24 tháng 7 | 13:00      | B. Sai Praneeth | 0–2 Lưu trữ ngày 25 tháng 7 năm 2021 tại Wayback Machine | Misha Zilberman | 17–21 | 15-21 |       |
| 26 tháng 7 | 11:20      | Mark Caljouw    | 2–1 Lưu trữ ngày 26 tháng 7 năm 2021 tại Wayback Machine | Misha Zilberman | 17–21 | 21–9  | 21–10 |
| 28 tháng 7 | 18:00      | B. Sai Praneeth | 0–2 Lưu trữ ngày 27 tháng 7 năm 2021 tại Wayback Machine | Mark Caljouw    | 14–21 | 14–21 |       |

### Bảng E
| VT | Đội                  | ST | T | B | VT | VB | HS | ĐT | ĐB | HS  | Đ | Giành quyền tham dự          |
| -- | -------------------- | -- | - | - | -- | -- | -- | -- | -- | --- | - | ---------------------------- |
| 1  | Viktor Axelsen (DEN) | 2  | 2 | 0 | 4  | 0  | +4 | 84 | 45 | +39 | 2 | Giành quyền vào vòng sơ loại |
| 2  | Kalle Koljonen (FIN) | 2  | 1 | 1 | 2  | 2  | 0  | 64 | 72 | −8  | 1 |                              |
| 3  | Luka Wraber (AUT)    | 2  | 0 | 2 | 0  | 4  | −4 | 53 | 84 | −31 | 0 |                              |

| Ngày       | Thời lượng | Vận động viên 1 | Tỷ số                                                    | Vận động viên 2 | Set 1 | Set 2 | Set 3 |
| ---------- | ---------- | --------------- | -------------------------------------------------------- | --------------- | ----- | ----- | ----- |
| 24 tháng 7 | 19:20      | Viktor Axelsen  | 2–0 Lưu trữ ngày 25 tháng 7 năm 2021 tại Wayback Machine | Luka Wraber     | 21–12 | 21–11 |       |
| 26 tháng 7 | 10:40      | Kalle Koljonen  | 2–0 Lưu trữ ngày 26 tháng 7 năm 2021 tại Wayback Machine | Luka Wraber     | 21–13 | 21–17 |       |
| 28 tháng 7 | 18:40      | Viktor Axelsen  | 2–0 Lưu trữ ngày 27 tháng 7 năm 2021 tại Wayback Machine | Kalle Koljonen  | 21–9  | 21–13 |       |

### Bảng F
| VT | Đội                      | ST | T | B | VT | VB | HS | ĐT  | ĐB | HS  | Đ | Giành quyền tham dự          |
| -- | ------------------------ | -- | - | - | -- | -- | -- | --- | -- | --- | - | ---------------------------- |
| 1  | Wang Tzu-wei (TPE)       | 2  | 2 | 0 | 4  | 1  | +3 | 102 | 72 | +30 | 2 | Giành quyền vào vòng sơ loại |
| 2  | Nhat Nguyen (IRL)        | 2  | 1 | 1 | 3  | 2  | +1 | 87  | 90 | −3  | 1 |                              |
| 3  | Niluka Karunaratne (SRI) | 2  | 0 | 2 | 0  | 4  | −4 | 57  | 84 | −27 | 0 |                              |

| Ngày       | Thời lượng | Vận động viên 1 | Tỷ số                                                    | Vận động viên 2    | Set 1 | Set 2 | Set 3 |
| ---------- | ---------- | --------------- | -------------------------------------------------------- | ------------------ | ----- | ----- | ----- |
| 24 tháng 7 | 20:00      | Wang Tzu-wei    | 2–0 Lưu trữ ngày 26 tháng 7 năm 2021 tại Wayback Machine | Niluka Karunaratne | 21–12 | 21–15 |       |
| 26 tháng 7 | 20:00      | Nhat Nguyen     | 2–0 Lưu trữ ngày 26 tháng 7 năm 2021 tại Wayback Machine | Niluka Karunaratne | 21–16 | 21–14 |       |
| 28 tháng 7 | 18:40      | Wang Tzu-wei    | 2–1 Lưu trữ ngày 28 tháng 7 năm 2021 tại Wayback Machine | Nhat Nguyen        | 21–12 | 18–21 | 21–12 |

### Bảng G
| VT | Đội                    | ST | T | B | VT | VB | HS | ĐT  | ĐB | HS  | Đ | Giành quyền tham dự          |
| -- | ---------------------- | -- | - | - | -- | -- | -- | --- | -- | --- | - | ---------------------------- |
| 1  | Jonatan Christie (INA) | 2  | 2 | 0 | 4  | 1  | +3 | 98  | 81 | +17 | 2 | Giành quyền vào vòng sơ loại |
| 2  | Loh Kean Yew (SGP)     | 2  | 1 | 1 | 3  | 2  | +1 | 101 | 83 | +18 | 1 |                              |
| 3  | Aram Mahmoud (EOR)     | 2  | 0 | 2 | 0  | 4  | −4 | 49  | 84 | −35 | 0 |                              |

| Ngày       | Thời lượng | Vận động viên 1  | Tỷ số                                                    | Vận động viên 2 | Set 1 | Set 2 | Set 3 |
| ---------- | ---------- | ---------------- | -------------------------------------------------------- | --------------- | ----- | ----- | ----- |
| 24 tháng 7 | 11:00      | Jonatan Christie | 2–0 Lưu trữ ngày 26 tháng 7 năm 2021 tại Wayback Machine | Aram Mahmoud    | 21–8  | 21–14 |       |
| 26 tháng 7 | 20:00      | Loh Kean Yew     | 2–0 Lưu trữ ngày 28 tháng 7 năm 2021 tại Wayback Machine | Aram Mahmoud    | 21–15 | 21–12 |       |
| 28 tháng 7 | 19:20      | Jonatan Christie | 2–1 Lưu trữ ngày 28 tháng 7 năm 2021 tại Wayback Machine | Loh Kean Yew    | 22–20 | 13–21 | 21–18 |

### Bảng H
| VT | Đội                  | ST | T | B | VT | VB | HS | ĐT | ĐB | HS  | Đ | Giành quyền tham dự          |
| -- | -------------------- | -- | - | - | -- | -- | -- | -- | -- | --- | - | ---------------------------- |
| 1  | Shi Yuqi (CHN)       | 1  | 1 | 0 | 2  | 0  | +2 | 42 | 17 | +25 | 1 | Giành quyền vào vòng sơ loại |
| 2  | Matthew Abela (MLT)  | 1  | 0 | 1 | 0  | 2  | −2 | 17 | 42 | −25 | 0 |                              |
| 3  | Sören Opti (SUR) (N) | 0  | 0 | 0 | 0  | 0  | 0  | 0  | 0  | 0   | 0 |                              |

| Ngày       | Thời lượng | Vận động viên 1 | Tỷ số                                                    | Vận động viên 2 | Set 1   | Set 2   | Set 3   |
| ---------- | ---------- | --------------- | -------------------------------------------------------- | --------------- | ------- | ------- | ------- |
| 25 tháng 7 | 12:40      | Shi Yuqi        | 2–0 Lưu trữ ngày 26 tháng 7 năm 2021 tại Wayback Machine | Matthew Abela   | 21–8    | 21–9    |         |
| 26 tháng 7 | 19:20      | Sören Opti      | N/P Lưu trữ ngày 27 tháng 7 năm 2021 tại Wayback Machine | Matthew Abela   | Rút lui | Rút lui | Rút lui |
| 28 tháng 7 | 19:20      | Shi Yuqi        | N/P Lưu trữ ngày 27 tháng 7 năm 2021 tại Wayback Machine | Sören Opti      | Rút lui | Rút lui | Rút lui |

### Bảng I
| VT | Đội                           | ST | T | B | VT | VB | HS | ĐT | ĐB | HS  | Đ | Giành quyền tham dự          |
| -- | ----------------------------- | -- | - | - | -- | -- | -- | -- | -- | --- | - | ---------------------------- |
| 1  | Tsuneyama Kanta (JPN) (H)     | 2  | 2 | 0 | 4  | 0  | +4 | 84 | 36 | +48 | 2 | Giành quyền vào vòng sơ loại |
| 2  | Ygor Coelho de Oliveira (BRA) | 2  | 1 | 1 | 2  | 2  | 0  | 64 | 63 | +1  | 1 |                              |
| 3  | Georges Paul (MRI)            | 2  | 0 | 2 | 0  | 4  | −4 | 35 | 84 | −49 | 0 |                              |

| Ngày       | Thời lượng | Vận động viên 1         | Tỷ số                                                    | Vận động viên 2         | Set 1 | Set 2 | Set 3 |
| ---------- | ---------- | ----------------------- | -------------------------------------------------------- | ----------------------- | ----- | ----- | ----- |
| 25 tháng 7 | 10:40      | Tsuneyama Kanta         | 2–0 Lưu trữ ngày 25 tháng 7 năm 2021 tại Wayback Machine | Georges Paul            | 21–8  | 21–6  |       |
| 26 tháng 7 | 14:00      | Ygor Coelho de Oliveira | 2–0 Lưu trữ ngày 26 tháng 7 năm 2021 tại Wayback Machine | Georges Paul            | 21–5  | 21–16 |       |
| 28 tháng 7 | 19:20      | Tsuneyama Kanta         | 2–0 Lưu trữ ngày 27 tháng 7 năm 2021 tại Wayback Machine | Ygor Coelho de Oliveira | 21–14 | 21–8  |       |

### Bảng J
| VT | Đội                            | ST | T | B | VT | VB | HS | ĐT | ĐB | HS  | Đ | Giành quyền tham dự          |
| -- | ------------------------------ | -- | - | - | -- | -- | -- | -- | -- | --- | - | ---------------------------- |
| 1  | Anthony Sinisuka Ginting (INA) | 2  | 2 | 0 | 4  | 0  | +4 | 84 | 43 | +41 | 2 | Giành quyền vào vòng sơ loại |
| 2  | Sergey Sirant (ROC)            | 2  | 1 | 1 | 2  | 2  | 0  | 64 | 78 | −14 | 1 |                              |
| 3  | Gergely Krausz (HUN)           | 2  | 0 | 2 | 0  | 4  | −4 | 57 | 84 | −27 | 0 |                              |

| Ngày       | Thời lượng | Vận động viên 1          | Tỷ số                                                    | Vận động viên 2 | Set 1 | Set 2 | Set 3 |
| ---------- | ---------- | ------------------------ | -------------------------------------------------------- | --------------- | ----- | ----- | ----- |
| 25 tháng 7 | 13:20      | Anthony Sinisuka Ginting | 2–0 Lưu trữ ngày 25 tháng 7 năm 2021 tại Wayback Machine | Gergely Krausz  | 21–13 | 21–8  |       |
| 27 tháng 7 | 10:00      | Sergey Sirant            | 2–0 Lưu trữ ngày 26 tháng 7 năm 2021 tại Wayback Machine | Gergely Krausz  | 21–18 | 21–18 |       |
| 28 tháng 7 | 18:00      | Anthony Sinisuka Ginting | 2–0 Lưu trữ ngày 28 tháng 7 năm 2021 tại Wayback Machine | Sergey Sirant   | 21–12 | 21–10 |       |

### Bảng K
| VT | Đội                         | ST | T | B | VT | VB | HS | ĐT | ĐB | HS  | Đ | Giành quyền tham dự          |
| -- | --------------------------- | -- | - | - | -- | -- | -- | -- | -- | --- | - | ---------------------------- |
| 1  | Toby Penty (GBR)            | 2  | 2 | 0 | 4  | 0  | +4 | 84 | 60 | +24 | 2 | Giành quyền vào vòng sơ loại |
| 2  | Kantaphon Wangcharoen (THA) | 2  | 1 | 1 | 2  | 2  | 0  | 73 | 70 | +3  | 1 |                              |
| 3  | Kai Schäfer (GER)           | 2  | 0 | 2 | 0  | 4  | −4 | 57 | 84 | −27 | 0 |                              |

| Ngày       | Thời lượng | Vận động viên 1       | Tỷ số                                                    | Vận động viên 2 | Set 1 | Set 2 | Set 3 |
| ---------- | ---------- | --------------------- | -------------------------------------------------------- | --------------- | ----- | ----- | ----- |
| 25 tháng 7 | 20:00      | Kantaphon Wangcharoen | 2–0 Lưu trữ ngày 25 tháng 7 năm 2021 tại Wayback Machine | Kai Schäfer     | 21–13 | 21–15 |       |
| 27 tháng 7 | 10:40      | Toby Penty            | 2–0 Lưu trữ ngày 25 tháng 7 năm 2021 tại Wayback Machine | Kai Schäfer     | 21–18 | 21–11 |       |
| 28 tháng 7 | 20:00      | Kantaphon Wangcharoen | 0–2 Lưu trữ ngày 27 tháng 7 năm 2021 tại Wayback Machine | Toby Penty      | 19–21 | 12–21 |       |

### Bảng L
| VT | Đội                      | ST | T | B | VT | VB | HS | ĐT | ĐB | HS  | Đ | Giành quyền tham dự          |
| -- | ------------------------ | -- | - | - | -- | -- | -- | -- | -- | --- | - | ---------------------------- |
| 1  | Anders Antonsen (DEN)    | 2  | 2 | 0 | 4  | 0  | +4 | 84 | 57 | +27 | 2 | Giành quyền vào vòng sơ loại |
| 2  | Ade Resky Dwicahyo (AZE) | 2  | 1 | 1 | 2  | 2  | 0  | 73 | 74 | −1  | 1 |                              |
| 3  | Nguyễn Tiến Minh (VIE)   | 2  | 0 | 2 | 0  | 4  | −4 | 58 | 84 | −26 | 0 |                              |

| Ngày       | Thời lượng | Vận động viên 1    | Tỷ số                                                    | Vận động viên 2    | Set 1 | Set 2 | Set 3 |
| ---------- | ---------- | ------------------ | -------------------------------------------------------- | ------------------ | ----- | ----- | ----- |
| 25 tháng 7 | 20:00      | Anders Antonsen    | 2–0 Lưu trữ ngày 28 tháng 7 năm 2021 tại Wayback Machine | Nguyễn Tiến Minh   | 21–13 | 21–13 |       |
| 27 tháng 7 | 20:00      | Ade Resky Dwicahyo | 2–0 Lưu trữ ngày 25 tháng 7 năm 2021 tại Wayback Machine | Nguyễn Tiến Minh   | 21–14 | 21–18 |       |
| 28 tháng 7 | 20:00      | Anders Antonsen    | 2–0 Lưu trữ ngày 27 tháng 7 năm 2021 tại Wayback Machine | Ade Resky Dwicahyo | 21–16 | 21–15 |       |

### Bảng M
| VT | Đội                   | ST | T | B | VT | VB | HS | ĐT | ĐB | HS  | Đ | Giành quyền tham dự          |
| -- | --------------------- | -- | - | - | -- | -- | -- | -- | -- | --- | - | ---------------------------- |
| 1  | Lee Zii Jia (MAS)     | 2  | 2 | 0 | 4  | 0  | +4 | 84 | 38 | +46 | 2 | Giành quyền vào vòng sơ loại |
| 2  | Brice Leverdez (FRA)  | 2  | 1 | 1 | 2  | 2  | 0  | 64 | 60 | +4  | 1 |                              |
| 3  | Artem Pochtarov (UKR) | 2  | 0 | 2 | 0  | 4  | −4 | 34 | 84 | −50 | 0 |                              |

| Ngày       | Thời lượng | Vận động viên 1 | Tỷ số                                                    | Vận động viên 2 | Set 1 | Set 2 | Set 3 |
| ---------- | ---------- | --------------- | -------------------------------------------------------- | --------------- | ----- | ----- | ----- |
| 25 tháng 7 | 18:40      | Lee Zii Jia     | 2–0 Lưu trữ ngày 26 tháng 7 năm 2021 tại Wayback Machine | Artem Pochtarov | 21–5  | 21–11 |       |
| 27 tháng 7 | 13:20      | Brice Leverdez  | 2–0 Lưu trữ ngày 27 tháng 7 năm 2021 tại Wayback Machine | Artem Pochtarov | 21–10 | 21–8  |       |
| 28 tháng 7 | 20:40      | Lee Zii Jia     | 2–0 Lưu trữ ngày 27 tháng 7 năm 2021 tại Wayback Machine | Brice Leverdez  | 21–17 | 21–5  |       |

### Bảng N
| VT | Đội               | ST | T | B | VT | VB | HS | ĐT | ĐB | HS  | Đ | Giành quyền tham dự          |
| -- | ----------------- | -- | - | - | -- | -- | -- | -- | -- | --- | - | ---------------------------- |
| 1  | Thầm Long (CHN)   | 2  | 2 | 0 | 4  | 0  | +4 | 84 | 40 | +44 | 2 | Giành quyền vào vòng sơ loại |
| 2  | Pablo Abián (ESP) | 2  | 1 | 1 | 2  | 2  | 0  | 63 | 60 | +3  | 1 |                              |
| 3  | Raul Must (EST)   | 2  | 0 | 2 | 0  | 4  | −4 | 37 | 84 | −47 | 0 |                              |

| Ngày       | Thời lượng | Vận động viên 1 | Tỷ số                                                    | Vận động viên 2 | Set 1 | Set 2 | Set 3 |
| ---------- | ---------- | --------------- | -------------------------------------------------------- | --------------- | ----- | ----- | ----- |
| 25 tháng 7 | 14:00      | Thầm Long       | 2–0 Lưu trữ ngày 26 tháng 7 năm 2021 tại Wayback Machine | Raul Must       | 21–10 | 21–9  |       |
| 27 tháng 7 | 10:00      | Pablo Abián     | 2–0 Lưu trữ ngày 25 tháng 7 năm 2021 tại Wayback Machine | Raul Must       | 21–7  | 21–11 |       |
| 28 tháng 7 | 20:40      | Thầm Long       | 2–0 Lưu trữ ngày 27 tháng 7 năm 2021 tại Wayback Machine | Pablo Abián     | 21–11 | 21–10 |       |

### Bảng P
| VT | Đội                   | ST | T | B | VT | VB | HS | ĐT  | ĐB  | HS  | Đ | Giành quyền tham dự    |
| -- | --------------------- | -- | - | - | -- | -- | -- | --- | --- | --- | - | ---------------------- |
| 1  | Chu Thiên Thành (TPE) | 2  | 2 | 0 | 4  | 1  | +3 | 101 | 82  | +19 | 2 | Giành quyền vào tứ kết |
| 2  | Felix Burestedt (SWE) | 2  | 1 | 1 | 2  | 2  | 0  | 65  | 71  | −6  | 1 |                        |
| 3  | Brian Yang (CAN)      | 2  | 0 | 2 | 1  | 4  | −3 | 88  | 101 | −13 | 0 |                        |

| Ngày       | Thời lượng | Vận động viên 1 | Tỷ số                                                    | Vận động viên 2 | Set 1 | Set 2 | Set 3 |
| ---------- | ---------- | --------------- | -------------------------------------------------------- | --------------- | ----- | ----- | ----- |
| 25 tháng 7 | 10:00      | Chu Thiên Thành | 2–0 Lưu trữ ngày 25 tháng 7 năm 2021 tại Wayback Machine | Felix Burestedt | 21–12 | 21–11 |       |
| 27 tháng 7 | 19:20      | Brian Yang      | 0–2 Lưu trữ ngày 25 tháng 7 năm 2021 tại Wayback Machine | Felix Burestedt | 12–21 | 17–21 |       |
| 28 tháng 7 | 18:40      | Chu Thiên Thành | 2–1 Lưu trữ ngày 28 tháng 7 năm 2021 tại Wayback Machine | Brian Yang      | 21–18 | 16–21 | 22–20 |

## Chung kết
Vòng đấu loại trực tiếp đang diễn ra từ ngày 29 tháng 7 đến ngày 2 tháng 8. Một vòng được tổ chức mỗi ngày, với một ngày nghỉ vào ngày 30 tháng 7. Giai đoạn này là một giải đấu loại trực tiếp với một trận tranh huy chương đồng.
|  | Vòng sơ loại | Vòng sơ loại                   | Vòng sơ loại | Vòng sơ loại          | Vòng sơ loại |    |                                | Tứ kết             | Tứ kết              | Tứ kết | Tứ kết | Tứ kết |  |  | Bán kết | Bán kết | Bán kết               | Bán kết               | Bán kết               |                       |                       | Tranh huy chương vàng | Tranh huy chương vàng | Tranh huy chương vàng | Tranh huy chương vàng | Tranh huy chương vàng |  |
|  |              |                                |              |                       |              |    |                                |                    |                     |        |        |        |  |  |         |         |                       |                       |                       |                       |                       |                       |                       |                       |                       |                       |  |
|  |              |                                |              |                       |              |    |                                | A1                 | Heo Kwang-hee (KOR) | 13     | 18     |        |  |  |         |         |                       |                       |                       |                       |                       |                       |                       |                       |                       |                       |  |
|  |              |                                |              |                       |              |    |                                | A1                 | Heo Kwang-hee (KOR) | 13     | 18     |        |  |  |         |         |                       |                       |                       |                       |                       |                       |                       |                       |                       |                       |  |
|  |              |                                | C1           | Kevin Cordón (GUA)    | 21           | 21 |                                |                    |                     |        |        |        |  |  |         |         |                       |                       |                       |                       |                       |                       |                       |                       |                       |                       |  |
|  | C1           | Kevin Cordón (GUA)             | C1           | Kevin Cordón (GUA)    | 21           | 21 | 21                             | 3                  | 21                  |        |        |        |  |  |         |         |                       |                       |                       |                       |                       |                       |                       |                       |                       |                       |  |
|  | C1           | Kevin Cordón (GUA)             |              |                       |              |    |                                |                    |                     |        |        |        |  |  |         |         |                       |                       |                       |                       |                       |                       |                       |                       |                       |                       |  |
|  | D1           | Mark Caljouw (NED)             | 17           | 21                    | 19           |    |                                |                    |                     |        |        |        |  |  |         |         |                       |                       |                       |                       |                       |                       |                       |                       |                       |                       |  |
|  | D1           | Mark Caljouw (NED)             | 17           | 21                    | 19           |    | C1                             | Kevin Cordón (GUA) |                     |        |        |        |  |  |         |         |                       |                       |                       |                       |                       |                       |                       |                       |                       |                       |  |
|  |              |                                |              |                       |              |    |                                |                    |                     |        |        |        |  |  |         |         |                       |                       |                       |                       |                       |                       |                       |                       |                       |                       |  |
|  |              |                                | E1           | Viktor Axelsen (DEN)  |              |    |                                |                    |                     |        |        |        |  |  |         |         |                       |                       |                       |                       |                       |                       |                       |                       |                       |                       |  |
|  | E1           | Viktor Axelsen (DEN)           | E1           | Viktor Axelsen (DEN)  | 21           | 21 |                                |                    |                     |        |        |        |  |  |         |         |                       |                       |                       |                       |                       |                       |                       |                       |                       |                       |  |
|  | E1           | Viktor Axelsen (DEN)           |              |                       |              |    |                                |                    |                     |        |        |        |  |  |         |         |                       |                       |                       |                       |                       |                       |                       |                       |                       |                       |  |
|  | F1           | Wang Tzu-wei (TPE)             | 16           | 14                    |              |    |                                |                    |                     |        |        |        |  |  |         |         |                       |                       |                       |                       |                       |                       |                       |                       |                       |                       |  |
|  | F1           | Wang Tzu-wei (TPE)             | 16           | 14                    |              | E1 | Viktor Axelsen (DEN)           | 21                 | 21                  |        |        |        |  |  |         |         |                       |                       |                       |                       |                       |                       |                       |                       |                       |                       |  |
|  |              |                                |              |                       |              | E1 | Viktor Axelsen (DEN)           | 21                 | 21                  |        |        |        |  |  |         |         |                       |                       |                       |                       |                       |                       |                       |                       |                       |                       |  |
|  |              |                                | H1           | Shi Yuqi (CHN)        | 13           | 13 |                                |                    |                     |        |        |        |  |  |         |         |                       |                       |                       |                       |                       |                       |                       |                       |                       |                       |  |
|  | G1           | Jonatan Christie (INA)         | H1           | Shi Yuqi (CHN)        | 13           | 13 | 11                             | 9                  |                     |        |        |        |  |  |         |         |                       |                       |                       |                       |                       |                       |                       |                       |                       |                       |  |
|  | G1           | Jonatan Christie (INA)         |              |                       |              |    |                                |                    |                     |        |        |        |  |  |         |         |                       |                       |                       |                       |                       |                       |                       |                       |                       |                       |  |
|  | H1           | Shi Yuqi (CHN)                 | 21           | 21                    |              |    |                                |                    |                     |        |        |        |  |  |         |         |                       |                       |                       |                       |                       |                       |                       |                       |                       |                       |  |
|  | H1           | Shi Yuqi (CHN)                 | 21           | 21                    |              |    |                                |                    |                     |        |        |        |  |  |         |         |                       |                       |                       |                       |                       |                       |                       |                       |                       |                       |  |
|  |              |                                |              |                       |              |    |                                |                    |                     |        |        |        |  |  |         |         |                       |                       |                       |                       |                       |                       |                       |                       |                       |                       |  |
|  |              |                                |              |                       |              |    |                                |                    |                     |        |        |        |  |  |         |         |                       |                       |                       |                       |                       |                       |                       |                       |                       |                       |  |
|  | I1           | Tsuneyama Kanta (JPN)          | 18           | 14                    |              |    |                                |                    |                     |        |        |        |  |  |         |         |                       |                       |                       |                       |                       |                       |                       |                       |                       |                       |  |
|  | I1           | Tsuneyama Kanta (JPN)          | 18           | 14                    |              |    |                                |                    |                     |        |        |        |  |  |         |         |                       |                       |                       |                       |                       |                       |                       |                       |                       |                       |  |
|  | J1           | Anthony Sinisuka Ginting (INA) | 21           | 21                    |              |    |                                |                    |                     |        |        |        |  |  |         |         |                       |                       |                       |                       |                       |                       |                       |                       |                       |                       |  |
|  | J1           | Anthony Sinisuka Ginting (INA) | 21           | 21                    |              | J1 | Anthony Sinisuka Ginting (INA) | 21                 | 15                  | 21     |        |        |  |  |         |         |                       |                       |                       |                       |                       |                       |                       |                       |                       |                       |  |
|  |              |                                |              |                       |              | J1 | Anthony Sinisuka Ginting (INA) | 21                 | 15                  | 21     |        |        |  |  |         |         |                       |                       |                       |                       |                       |                       |                       |                       |                       |                       |  |
|  |              |                                | L1           | Anders Antonsen (DEN) | 18           | 21 | 18                             |                    |                     |        |        |        |  |  |         |         |                       |                       |                       |                       |                       |                       |                       |                       |                       |                       |  |
|  | K1           | Toby Penty (GBR)               | L1           | Anders Antonsen (DEN) | 18           | 21 | 18                             | 10                 | 15                  |        |        |        |  |  |         |         |                       |                       |                       |                       |                       |                       |                       |                       |                       |                       |  |
|  | K1           | Toby Penty (GBR)               |              |                       |              |    |                                |                    |                     |        |        |        |  |  |         |         |                       |                       |                       |                       |                       |                       |                       |                       |                       |                       |  |
|  | L1           | Anders Antonsen (DEN)          | 21           | 21                    |              |    |                                |                    |                     |        |        |        |  |  |         |         |                       |                       |                       |                       |                       |                       |                       |                       |                       |                       |  |
|  | L1           | Anders Antonsen (DEN)          | 21           | 21                    |              | J1 | Anthony Sinisuka Ginting (INA) |                    |                     |        |        |        |  |  |         |         |                       |                       |                       |                       |                       |                       |                       |                       |                       |                       |  |
|  |              |                                |              |                       |              |    |                                |                    |                     |        |        |        |  |  |         |         |                       |                       |                       |                       |                       |                       |                       |                       |                       |                       |  |
|  |              |                                | N1           | Thầm Long (CHN)       |              |    |                                |                    |                     |        |        |        |  |  |         |         |                       |                       |                       |                       |                       |                       |                       |                       |                       |                       |  |
|  | M1           | Lee Zii Jia (MAS)              | N1           | Thầm Long (CHN)       | 21           | 19 | 5                              |                    |                     |        |        |        |  |  |         |         | Tranh huy chương đồng | Tranh huy chương đồng | Tranh huy chương đồng | Tranh huy chương đồng | Tranh huy chương đồng |                       |                       |                       |                       |                       |  |
|  | M1           | Lee Zii Jia (MAS)              |              |                       |              |    |                                |                    |                     |        |        |        |  |  |         |         |                       |                       |                       |                       |                       |                       |                       |                       |                       |                       |  |
|  | N1           | Thầm Long (CHN)                | 8            | 21                    | 21           |    |                                |                    |                     |        |        |        |  |  |         |         |                       |                       |                       |                       |                       |                       |                       |                       |                       |                       |  |
|  | N1           | Thầm Long (CHN)                | 8            | 21                    | 21           |    | N1                             | Thầm Long (CHN)    | 21                  | 9      | 21     |        |  |  |         |         |                       |                       |                       |                       |                       |                       |                       |                       |                       |                       |  |
|  |              |                                |              |                       |              |    | N1                             | Thầm Long (CHN)    | 21                  | 9      | 21     |        |  |  |         |         |                       |                       |                       |                       |                       |                       |                       |                       |                       |                       |  |
|  |              |                                | P1           | Chu Thiên Thành (TPE) | 14           | 21 | 14                             |                    |                     |        |        |        |  |  |         |         |                       |                       |                       |                       |                       |                       |                       |                       |                       |                       |  |